# Manuel Wiederer
Manuel „Manny“ Wiederer (* 21. November 1996 in Deggendorf) ist ein deutscher Eishockeyspieler, der seit Juli 2021 bei den Eisbären Berlin aus der Deutschen Eishockey Liga (DEL) unter Vertrag steht und dort auf der Position des Centers spielt. Mit den Eisbären gewann Wiederer in den Jahren 2022, 2024 und 2025 jeweils die Deutsche Meisterschaft. Zuvor war er drei Jahre lang für die San Jose Barracuda in der American Hockey League (AHL) aktiv, für die er insgesamt 130 Partien absolvierte.

## Karriere
Wiederer spielte in seiner Jugend bei seinem Heimatverein Deggendorfer SC. In der Saison 2012/13 wurde er im Alter von 16 Jahren erstmals in der Oberliga-Mannschaft eingesetzt. Im Sommer 2014 wechselte er zu den Straubing Tigers aus der Deutschen Eishockey Liga (DEL), wo er einen Einjahresvertrag mit klubseitiger Option auf zwei weitere Jahre unterzeichnete. Der Stürmer erhielt zudem eine Förderlizenz für den ESV Kaufbeuren aus der DEL2, bei dem er den Großteil der Saison 2014/15 spielen sollte. Im Saisonverlauf lief Wiederer 29-mal für die Tigers in der DEL auf, 15 Spiele bestritt er für den ESV Kaufbeuren in der DEL2, zudem absolvierte er fünf Partien in der DNL-Mannschaft Kaufbeurens.

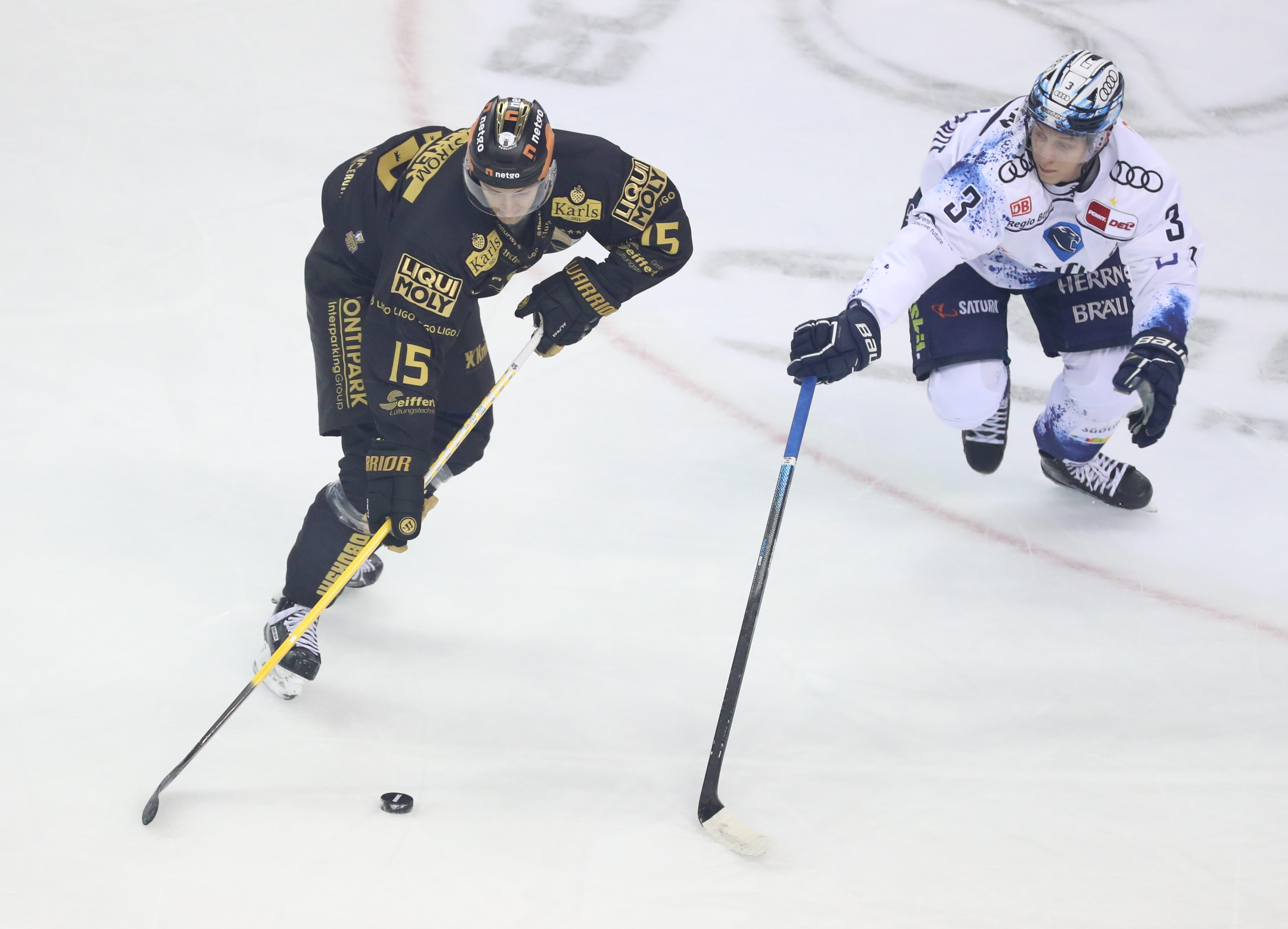
Wiederer (links) im Zweikampf mit Simon Gnyp (2021)

Im CHL Import Draft wurde der Stürmer am 30. Juni 2015 von den Moncton Wildcats in der ersten Runde an 49. Position gezogen. Er verließ Deutschland und spielte mit Beginn der Saison 2015/16 für die Wildcats in der Ligue de hockey junior majeur du Québec (LHJMQ). Im darauffolgenden Sommer wurde der Stürmer nach seiner ersten Saison in Nordamerika im NHL Entry Draft 2016 von den San Jose Sharks in der fünften Runde an 150. Position ausgewählt.
Die Saison 2016/17 begann Wiederer bei den Wildcats in der LHJMQ, ehe er im Dezember 2016 innerhalb der Liga zu den Huskies de Rouyn-Noranda transferiert. Nachdem er die Spielzeit mit den Huskies beendet hatte, wurde der Deutsche von den San Jose Sharks verpflichtet. Dort verbrachte er die Spielzeit 2017/18 im Farmteam der Sharks, den San Jose Barracuda, in der American Hockey League (AHL). Dort kam er weiterhin regelmäßig zum Einsatz, ohne jedoch innerhalb der folgenden drei Jahre in die NHL berufen zu werden, sodass er im Oktober 2020 einen auf die AHL beschränkten Vertrag erhielt. Aufgrund der COVID-19-Pandemie kehrte er jedoch nach Europa zurück und spielte für seinen Heimatverein in der Oberliga. Im Januar 2021, kurz vor Beginn der AHL-Saison, löste er seinen Vertrag mit den Barracuda auf und schloss sich zur Saison 2021/22 den Eisbären Berlin aus der DEL an. Mit dem Hauptstadtklub feierte er am Saisonende den Gewinn der Deutschen Meisterschaft. Diesen Erfolg wiederholte er mit den Eisbären in den Spielzeiten 2023/24 und 2024/25.

### International
Sein erstes Länderspiel bestritt Wiederer für die deutsche U17-Nationalmannschaft. Im Jahr 2014 nahm er an der U18-Junioren-Weltmeisterschaft teil, dabei erreichte er in sechs Spielen drei Tore und zwei Assists. Im folgenden Jahr bestritt er die U20-Junioren-Weltmeisterschaft, bei der der Center ohne Torbeteiligung blieb und mit der Mannschaft in die Division I A abstieg. Bei der U20-Junioren-Weltmeisterschaft 2016 verpasste das Team mit Wiederer den direkten Wiederaufstieg als Fünfter deutlich.
Für die deutsche A-Auswahl wurde der Stürmer erstmals nach seiner ersten Profisaison für die Weltmeisterschaft 2018 nominiert. Fünf Jahre später nahm er mit der Weltmeisterschaft 2023 an seinen zweiten Welttitelkämpfen teil, musste jedoch aufgrund einer Verletzung vorzeitig abreisen. Dennoch feierte er am Turnierende den Gewinn der Silbermedaille. Des Weiteren spielte Wiederer bei der Welttitelkämpfen 2025 wieder für das Nationalteam.

## Erfolge und Auszeichnungen
- 2022 Deutscher Meister mit den Eisbären Berlin
- 2024 Deutscher Meister mit den Eisbären Berlin
- 2025 Deutscher Meister mit den Eisbären Berlin

## Karrierestatistik
Stand: Ende der Saison 2024/25

### International
Vertrat Deutschland bei:
| - U18-Junioren-Weltmeisterschaft 2014 - U20-Junioren-Weltmeisterschaft 2015 - U20-Junioren-Weltmeisterschaft der Division IA 2016 | - Weltmeisterschaft 2018 - Weltmeisterschaft 2023 - Weltmeisterschaft 2025 |

(Legende zur Spielerstatistik: Sp oder GP = absolvierte Spiele; T oder G = erzielte Tore; V oder A = erzielte Assists; Pkt oder Pts = erzielte Scorerpunkte; SM oder PIM = erhaltene Strafminuten; +/− = Plus/Minus-Bilanz; PP = erzielte Überzahltore; SH = erzielte Unterzahltore; GW = erzielte Siegtore; 1 Play-downs/Relegation; Kursiv: Statistik nicht vollständig)